# Zeitschrift für Arbeits- und Organisationspsychologie A & O
Die Zeitschrift für Arbeits- und Organisationspsychologie A & O ist eine Fachzeitschrift und wird in Kooperation mit der Sektion Wirtschaftspsychologie (Arbeits-, Betriebs- und Organisationspsychologie) im Berufsverband Deutscher Psychologinnen und Psychologen (BDP) im Hogrefe Verlag in Göttingen/Stuttgart herausgegeben.
Sie fungiert auch als Organ der Schweizerischen Gesellschaft für Arbeits- und Organisationspsychologie (SGAOP). Geschäftsführende Herausgeberin (Editor-in-Chief) ist Anja Göritz (Universität Freiburg).
Mitherausgeber sind Annette Kluge, Conny H. Antoni, Gerhard Blickle, Jörg Felfe und Anja Göritz. Die Zeitschrift erscheint seit 1956 vierteljährlich und hat einen Impact Factor von 1.258 (2021). Die Zeitschrift verfügt über einen Beirat von 31 Professoren aus dem deutschsprachigen Raum und dem europäischen Ausland.